# 暗圆帆鱼

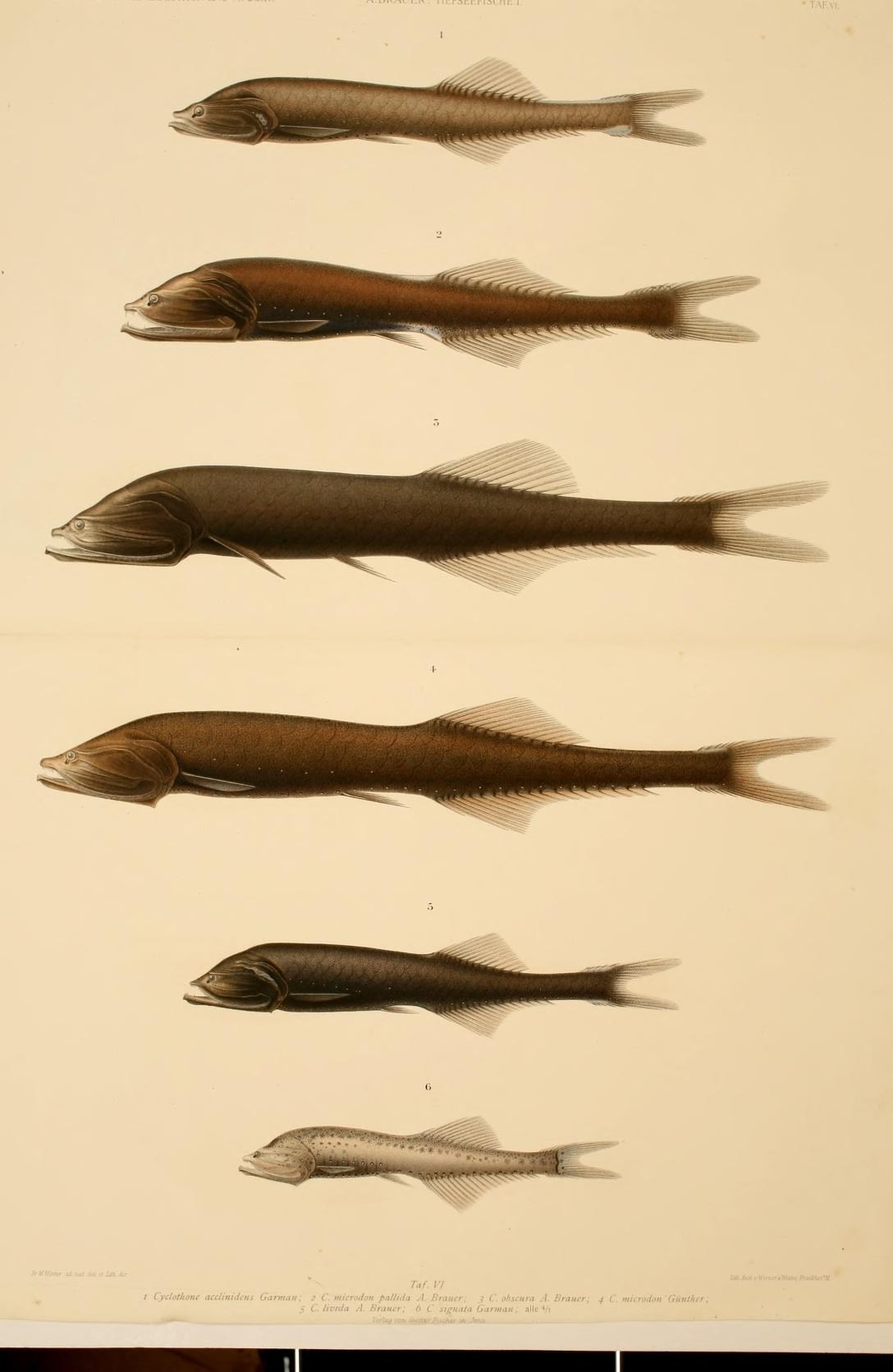
德国1898年瓦尔迪维亚号深海考察考察报告中的插图，第三条为暗圆帆鱼

暗圆帆鱼（学名：Cyclothone obscura）为钻光鱼科圆帆鱼属的鱼类。分布于大西洋、印度洋及太平洋的南海、印尼、菲律宾、澳大利亚、美洲西海岸等海域，台湾沿海没有分布，在日本则分布于相模湾以南海域。主要栖息于热带海域以及垂直分布约3000-100米。

## 形态
与黑圆帆鱼相似。全身黑褐色。体长，头大，口裂大，下颌突出。主要特征为头及躯干部均无发光器，亦无尾前发光腺，是圆帆鱼属中唯一没有发光器及发光腺的种类。